# Distrito de Chilcayoc
El Distrito de Chilcayoc es uno de los once distritos que conforman la Provincia de Sucre, ubicada en el Departamento de Ayacucho, (Perú).

## Historia
El distrito fue creado mediante Ley No.6119 del 20 de marzo de 1928, en el gobierno del presidente Augusto B. Leguía. Su capital es el centro poblado de Chilcayoc.
El origen de su nombre "chilcayoc" proviene de una planta llamada Chilca, ya que en el lugar era la abundancia de dicha planta.

## Centros poblados
El distrito de Chilcayoc cuenta con los siguientes centros poblados:
- Chilcayoc, con 310 hab.
- Cunca Pampa
- Talco
- Cabracancha
- Santa Rosa
- Hueccropampa
- Anccasilla
- Jatumpampa
- Jatun Rumi
- Cañana
- Huambrani
- Vilcabamba
- Ayzanca

## Autoridades

### Municipales
- 2023 - 2026[3]
  - Alcalde: Juan Minaya Cabana (Alianza por nuestro desarrollo).
  - Regidores:

  1. Wilian Gamboa Salazar (Alianza por nuestro desarrollo)
  2. Glady Torres Barrientos (Alianza por nuestro desarrollo)
  3. Addil Pretel Carrasco (Alianza por nuestro desarrollo)
  4. Graciela Eliza Buleje Valdez (Alianza por nuestro desarrollo)
  5. Maria Luz Calderon Cadillo (Wari llaqta)

Alcaldes anteriores
- 1993 - 1995: Bernardino Antezana Salcedo, del Movimiento Social Independiente.
- 1996 - 1998: Lino Andrés Ayala Arias, de L.I. Nro  7 Desarrollo Sucre-Chilcayoc.
- 1999 - 2002: Pantaleón Olivares Buleje, de Provincial de Sucre.
- 2003 - 2006: Andrés Escalante Valencia, de Perú Posible.
- 2007 - 2010: Godofredo Alfaro Garibay, del Partido Democrático Somos Perú.
- 2011 - 2014: Johon Eduard Arce Arias, de Frente Regional Tuna.
- 2015 - 2018: Juan Minaya Cabana, de Musuq Ñan.
- 2019 - 2022: Percy Cabezas Salazar, de Musuq Ñan.

## Festividades
- Febrero - Carnavales
- Junio - Fiesta Patronal de San Pedro y Virgen del Carmen.
- Julio - Fiestas Patrias.
- Agosto - Fiesta Patronal de San Rosa en Anexo de Jatun Rumi.
- Septiembre - Fiesta Patronal en Chilcayoc.
- Octubre - Fiesta Patronal de San Francisco de Asís en Huaccropampa.
- Octubre - Fiesta Patronal de Señor de los Milagros en Anccasilla.
- Noviembre - Fiesta Patronal en Vilcabamba.

## Chilcayoc en Internet
Visita, comenta y comparte: https://www.facebook.com/chilcayoc
 

Ubicación en Maps 